# Kevin Otto
Kevin Otto (* in New Orleans, Louisiana) ist ein US-amerikanischer Schauspieler.

## Leben
Otto wuchs in seiner Geburtsstadt New Orleans auf.  Er trat zunächst Mitte der 1980er Jahre (1985–1986) in New Orleans als Sänger in einer Band mit dem Namen Reality Patio auf, bevor er sich der Schauspielerei zuwandte.
Er ging nach New York City, wo er seine Schauspielausbildung am William Esper Studio absolvierte. Er war dann als Werbedarsteller, für das Fernsehen, als Voice-over-Sprecher und gelegentlich am Theater tätig; schließlich kamen Filmrollen hinzu.
Seit Ende der 1980er Jahre ist Otto für Film und Fernsehen als Darsteller tätig. Er wurde dabei in größeren Produktionen häufig als „supporting actor“ (Nebendarsteller) eingesetzt. Er hatte jedoch zahlreiche Hauptrollen, hauptsächlich in Fernsehfilmen. Otto arbeitete in den Vereinigten Staaten, in Kanada, Südafrika, in Frankreich, und auch für einige deutsche Produktionen.
1996 spielte Otto die Hauptrolle in dem Erotik-Thriller Dark Desires - Fanette, einer amerikanisch-französischen Koproduktion, die Teil einer Filmreihe mit Erotikfilmen war. Er verkörperte Paul, einen Ehemann, der gemeinsam mit seiner Frau Mathilde die Frauen erpresst, mit denen er schläft. 1998 spielte er in dem Fernsehfilm Diamond Girl, einer kanadisch-südafrikanischen Produktion, die Rolle des leichtlebigen Rechtsanwalts und Playboys Denny Montana, der mehr an Frauen interessiert ist, als seiner beruflichen Anwaltstätigkeit. In dem romantischen südafrikanischen Fernsehfilm  Lost Souls (2000) verkörperte Otto einen erfolgreichen Geschäftsmann, der zum Alkoholiker wird, nachdem er herausgefunden hat, dass seine Ehefrau ihn betrügt, und der erst durch die Liebe einer Kellnerin wieder ins Leben zurückfindet.
In der romantischen Komödie Song of Songs (2002) spielte er die männliche Hauptrolle. Er verkörperte Josh, den Mitbewohner und die große Liebe der Musikerin und Sängerin Jolene (Kiki Teague). In dem Science-Fiction-Thriller Slipstream – Im Schatten der Zeit (2005) war er, an der Seite von Ivana Milicevic, der FBI-Agent Jake Hallman. In dem Spielfilm Free Willy 4 – Rettung aus der Piratenbucht (2010) spielte Otto den Tierarzt Dr. Sam Cooper.
Er hatte auch Episodenrollen und Gastrollen in den Fernsehserien Sindbads Abenteuer (1998), Providence (1999), Sunset Beach (1999), Angel – Jäger der Finsternis (2001), Tremors (2003), Hunter (2004), SAF3 (2013; als Dr. Natterson), Dominion (2014; als Engel Louis) und Homeland (2014). Er wirkte auch in mehreren Dokumentationen des History Channel’s mit.
Seit 2011 war Otto mehrfach in Nebenrollen auch in Produktionen des deutschen Fernsehens, die in Afrika oder Südafrika spielen, zu sehen. Er spielte für das ZDF in Verschollen am Kap (2011; neben Barbara Auer und Heino Ferch) und seit 2012 die durchgehende Rolle des Flugzeugmechanikers Günther in den Fernsehfilmen Johanna und der Buschpilot – Der Weg nach Afrika (2012; neben Julia Brendler und Kai Schumann), Johanna und der Buschpilot – Die Legende der Kraniche (2012; mit Brendler/Schumann) und in den Fortsetzungen Jana und der Buschpilot – Streit der Stämme (2015; mit Eva-Maria Grein von Friedl und Kai Schumann) und Jana und der Buschpilot – Einsame Entscheidung (2015; mit Grein von Friedl/Schumann). In dem Sat.1-Fernsehfilm Super-Dad (2015) spielte er die Rolle des Dr. König, an der Seite von Stephan Luca. Otto wird für diese Rollen stets synchronisiert; er ist nicht mit seiner Originalstimme zu hören. Seine deutschen Synchronsprecher sind u. a. Pierre Peters-Arnolds und Frank Röth.
Otto lebt seit vielen Jahren in Kapstadt.

## Filmografie (Auswahl)
- 1989: Youngsters – Die Brooklyn Gang (Who Shot Patakango?); Kinofilm
- 1996: Dark Desires - Fanette (Dark Desires: The Other Side of the Mirror); Fernsehfilm
- 1998: Sindbads Abenteuer (The Adventures of Sinbad); Fernsehserie
- 1998: Diamond Girl (Harlequin Diamond Girl); Fernsehfilm
- 1998: The Ghost (The Ghost); Fernsehfilm
- 1999: Providence (Providence); Fernsehserie
- 1999: Sunset Beach (Sunset Beach); Fernsehserie
- 2000: Lost Souls (Lost Souls); Fernsehfilm
- 2001: Angel – Jäger der Finsternis (Angel); Fernsehserie
- 2002: Song of Songs (Song of Songs); Kinofilm
- 2003: Tremors (Tremors); Fernsehserie
- 2004: Hunter (Hunter); Fernsehserie
- 2005: Slipstream – Im Schatten der Zeit (Slipstream); Kinofilm
- 2005: Der Poseidon-Anschlag (The Poseidon Adventure); Kinofilm
- 2005: Bermuda Dreieck – Tor zu einer anderen Zeit (The Triangle) Miniserie
- 2006: Opération Rainbow Warrior (Opération Rainbow Warrior); Fernsehfilm
- 2009: Diamonds (Diamonds); Fernsehfilm
- 2009: Natalee Holloway (Natalee Holloway); Fernsehfilm
- 2009: Long Street (Long Street); Kinofilm
- 2010: Free Willy 4 – Rettung aus der Piratenbucht (Free Willy: Escape from Pirate's Cove); Spielfilm
- 2010: Death Race 2 (Death Race 2); Spielfilm
- 2011: Verschollen am Kap; Fernsehfilm (ZDF)
- 2012: Johanna und der Buschpilot – Der Weg nach Afrika; Fernsehfilm (ZDF)
- 2012: Johanna und der Buschpilot – Die Legende der Kraniche; Fernsehfilm (ZDF)
- 2013: SAF3 (SAF3); Fernsehserie
- 2014: Dominion (Dominion); Fernsehserie
- 2014: Homeland (Homeland); Fernsehserie
- 2015: Super-Dad; Fernsehfilm (Sat1)
- 2015: Jana und der Buschpilot – Streit der Stämme; Fernsehfilm (ZDF)
- 2017: Das Kindermädchen – Mission Mauritius; Fernsehreihe (ARD)
- 2019: Schwiegereltern im Busch; Fernsehfilm
- 2025: Mord auf dem Inkapfad; Fernsehserie (ARD)